# نوزدهمین جشن سینمای ایران
نوزدهمین جشن خانه سینمای ایران در روز ۲۱ شهریور ۱۳۹۶ برگزار شده است.

## برندگان و نامزدها
| تندیس بهترين فيلم - فروشنده – اصغر فرهادی - دختر – رضا میر کریمی - رگ خواب – حمید نعمت‌الله - لانتوری – رضا درمیشیان - ماجرای نیمروز – سید محمود رضوی                                                      | تندیس بهترين کارگردانی - اصغر فرهادی – فروشنده - رضا میرکریمی – دختر - حمید نعمت‌الله – رگ خواب - رضا درمیشیان – لانتوری - محمدحسین مهدویان – ماجرای نیمروز                                                  |
| تندیس بهترين بازیگر زن - لیلا حاتمی – رگ خواب - ترانه علیدوستی – فروشنده - پردیس احمدیه – لاک قرمز - پانته‌آ پناهی‌ها – نفس - رویا نونهالی – نیمه شب اتفاق افتاد                                            | تندیس بهترين بازیگر مرد - شهاب حسینی – فروشنده - فرهاد اصلانی – دختر - کوروش تهامی – رگ خواب - نوید محمدزاده – لانتوری - حامد بهداد – نیمه شب اتفاق افتاد                                                   |
| تندیس بهترين بازیگر زن نقش مکمل - پانته‌آ پناهی‌ها – لاک قرمز - سارا بهرامی – خانه‌ای در خیابان چهل و یکم - مریلا زارعی – دختر - بهنوش بختیاری – من - شبنم مقدمی – نفس - ثریا قاسمی – ویلایی‌ها               | تندیس بهترين بازیگر مرد نقش مکمل - فرید سجادی حسینی – فروشنده - ناصر هاشمی – برادرم خسرو - بهرام افشاری – لانتوری - هادی حجازی‌فر – ماجرای نیمروز - جواد عزتی – ماجرای نیمروز - احمد مهرانفر – ماجرای نیمروز |
| تندیس بهترين فیلمنامه - اصغر فرهادی – فروشنده - پیمان قاسم‌خانی – خوب، بد، جلف - مهران کاشانی – دختر - معصومه بیات – رگ خواب - سهیل بیرقی – من                                                             | تندیس بهترين موسیقی متن - کارن همایون‌فر – اروند - حامد ثابت – برادرم خسرو - فردین خلعتبری – سینما نیمکت - بهزاد عبدی – ناردون - ستار اورکی – ویلایی‌ها                                                       |
| تندیس بهترين فيلمبرداری - فرشاد محمدی – رگ خواب - حمید خضوعی ابیانه – دختر - حسین جعفریان – فروشنده - هادی بهروز – ماجرای نیمروز - ساعد نیک‌ذات – نفس                                                      | تندیس بهترين تدوین - هایده صفی‌یاری – فروشنده - مصطفی خرقه‌پوش – برادرم خسرو - میثم مویینی – دختر - هایده صفی‌یاری – لانتوری - سپیده عبدالوهاب – متولد ۶۵                                                      |
| تندیس بهترين چهره‌پردازی - عبدالله اسکندری و مهرداد میرکیانی – لانتوری - فاطمه کمالی و زهرا کمالی – سیانور - محسن دارسنج – ماجرای نیمروز - مهرداد میرکیانی – نفس - داریوش صالحیان – یتیم خانه ایران        | تندیس بهترین طراحی صحنه - کیوان مقدم – فروشنده - کامیاب امین عشایری – آباجان - شیوا رشیدیان – خانه‌ای در خیابان چهل و یکم - محسن شاه ابراهیمی – دختر - اصغر نژادایمانی – نفس                                 |
| تندیس بهترین طراحی لباس - عباس بلوندی – یتیم خانه ایران - مجید لیلاجی – زاپاس - آیدین ظریف – سیانور - سارا سمیعی – فروشنده - گلناز گلشن – لانتوری - اصغر نژادایمانی – نفس                                 | تندیس بهترین صدابرداری - بابک اردلان – رگ خواب - محمود سماک‌باشی – آشوب - جهانگیر میرشکاری – تیک آف - ناصر انتظاری – من - عباس رستگارپور – نفس - بهمن حیدری – یتیم خانه ایران                                |
| تندیس بهترین صداگذاری - بهمن اردلان – رگ خواب - محمود موسی‌نژاد – اروند - علیرضا علویان – من - آرش قاسمی – نفس - امیرحسین قاسمی – ویلایی‌ها                                                                 | تندیس بهترین جلوه‌های ویژه بصری - سینا قویدل – رگ خواب - محمد لطفعلی – آبا جان - بهنام خاکسار – اکسیدان - امیررضا معتمدی – سینما نیمکت - فرید ناظر فصیحی – نفس                                               |
| تندیس بهترین جلوه‌های ویژه میدانی - ایمان کرمیان – ویلایی‌ها - محسن روزبهانی – یتیم خانه ایران - داود رسولیان – ابوزینب - رضا ترکمان – سینما نیمکت - عباس شوقی – امکان مینا - محسن روزبهانی – ماجرای نیمروز | تندیس بهترین کارگردانی مستند - مهدی قنواتی – همجا - حسن نقاشی – آثار عجم - فرناز جورابچیان و محمدرضا جورابچیان – اعتراض وارد نیست - حجت طاهری – پرندگان در سایه - حامد سعادت – مردی که فسیل شد              |
| تندیس بهترین فیلم مستند - زنانگی - محسن استادعلی - آوانتاژ – محمد کارت - پسران سندباد – رضا حائری - زیمل بلوچستان – مازیار مشتاق گوهری - متهمین دایره بیستم – حسام اسلامی                                 | تندیس بهترین فیلم کوتاه - حیوان – بهرام ارک و بهمن ارک - آرا – یوسف کارگر - زونا – طوفان نهان قدرتی - شب تولد – امید شمس - وقت ناهار – علیرضا قاسمی                                                         |